# Olympische Sommerspiele 2016/Wasserspringen
Bei den XXXI. Olympischen Sommerspielen 2016 in Rio de Janeiro fanden acht Wettbewerbe im Wasserspringen statt, je vier für Frauen und Männer. Austragungsort war der Parque Aquático Maria Lenk im Stadtteil Barra da Tijuca.

## Bilanz

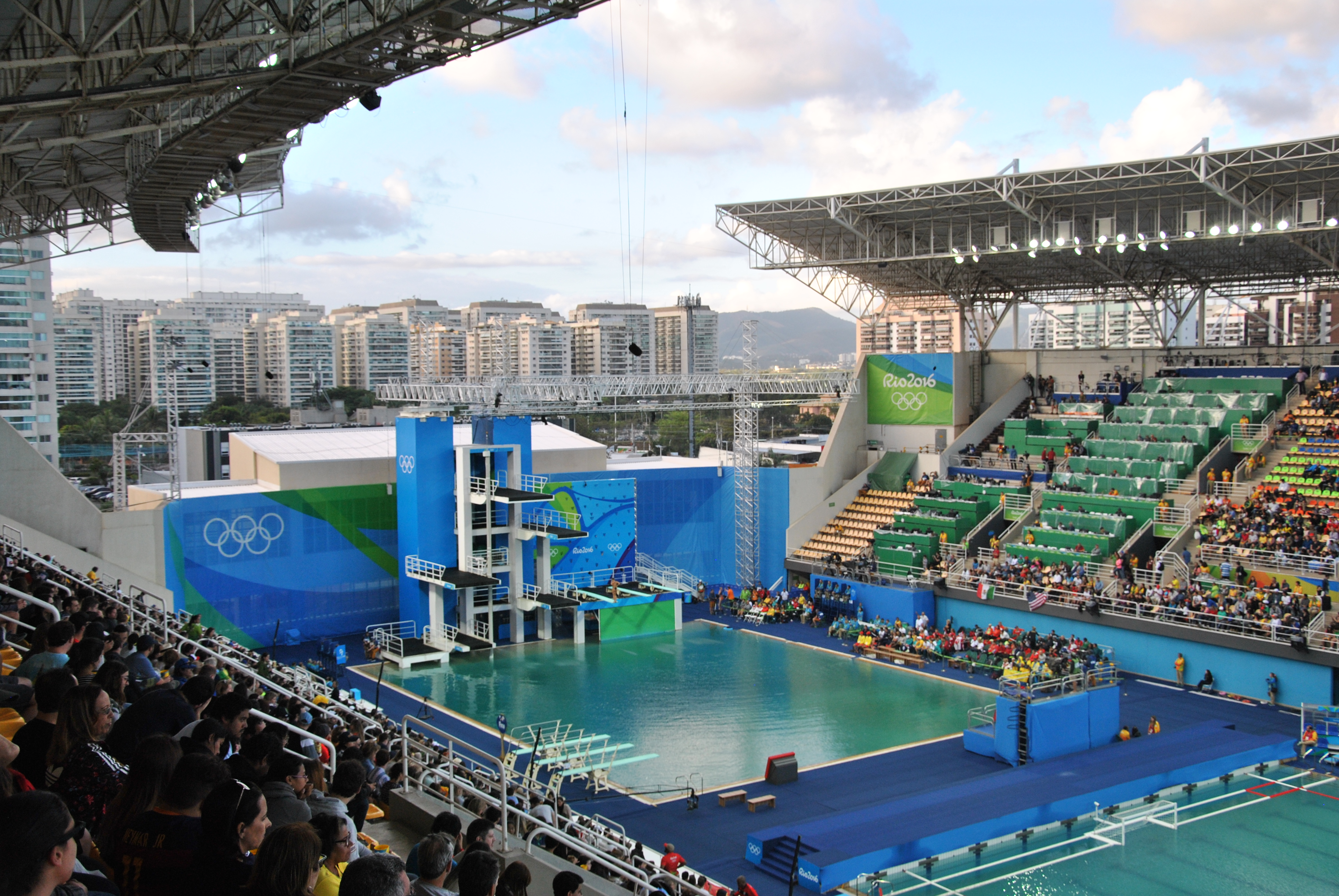
Sprungturm im Parque Aquático Maria Lenk

### Medaillenspiegel
| Platz | Land               | Gold | Silber | Bronze | Gesamt |
| ----- | ------------------ | ---- | ------ | ------ | ------ |
| 1     | China              | 7    | 2      | 1      | 10     |
| 2     | Großbritannien     | 1    | 1      | 1      | 3      |
| 3     | Vereinigte Staaten | –    | 2      | 1      | 3      |
| 4     | Italien            | –    | 1      | 1      | 2      |
| 5     | Malaysia           | –    | 1      | –      | 1      |
| 5     | Mexiko             | –    | 1      | –      | 1      |
| 7     | Kanada             | –    | –      | 2      | 2      |
| 8     | Australien         | –    | –      | 1      | 1      |
| 8     | Deutschland        | –    | –      | 1      | 1      |

### Medaillengewinner
| Konkurrenz            | Gold                           | Silber                      | Bronze                      |
| --------------------- | ------------------------------ | --------------------------- | --------------------------- |
| Kunstspringen 3 m     | Cao Yuan                       | Jack Laugher                | Patrick Hausding            |
| Turmspringen 10 m     | Chen Aisen                     | Germán Sánchez              | David Boudia                |
| Synchronspringen 3 m  | Jack Laugher Christopher Mears | Sam Dorman Michael Hixon    | Cao Yuan Qin Kai            |
| Synchronspringen 10 m | Chen Aisen Lin Yue             | David Boudia Steele Johnson | Tom Daley Daniel Goodfellow |

| Konkurrenz            | Gold                   | Silber                                 | Bronze                           |
| --------------------- | ---------------------- | -------------------------------------- | -------------------------------- |
| Kunstspringen 3 m     | Shi Tingmao            | He Zi                                  | Tania Cagnotto                   |
| Turmspringen 10 m     | Ren Qian               | Si Yajie                               | Meaghan Benfeito                 |
| Synchronspringen 3 m  | Shi Tingmao Wu Minxia  | Tania Cagnotto Francesca Dallapé       | Maddison Keeney Anabelle Smith   |
| Synchronspringen 10 m | Chen Ruolin Liu Huixia | Jun Hoong Cheong Pandelela Rinong Pamg | Meaghan Benfeito Roseline Filion |

## Zeitplan
| Wettbewerbe           | August | August | August | August | August | August | August | August | August | August | August | August | August | August |
| Frauen                | 7.     | 8.     | 9.     | 10.    | 11.    | 12.    | 13.    | 14.    | 15.    | 16.    | 17.    | 18.    | 19.    | 20.    |
| --------------------- | ------ | ------ | ------ | ------ | ------ | ------ | ------ | ------ | ------ | ------ | ------ | ------ | ------ | ------ |
| Kunstspringen 3 m     |        |        |        |        |        | VK     | HF     |        |        |        |        |        |        |        |
| Turmspringen 10 m     |        |        |        |        |        |        |        |        |        |        | VK     |        |        |        |
| Synchronspringen 3 m  |        |        |        |        |        |        |        |        |        |        |        |        |        |        |
| Synchronspringen 10 m |        |        |        |        |        |        |        |        |        |        |        |        |        |        |
| Männer                | 7.     | 8.     | 9.     | 10.    | 11.    | 12.    | 13.    | 14.    | 15.    | 16.    | 17.    | 18.    | 19.    | 20.    |
| Kunstspringen 3 m     |        |        |        |        |        |        |        |        | VK     |        |        |        |        |        |
| Turmspringen 10 m     |        |        |        |        |        |        |        |        |        |        |        |        | VK     |        |
| Synchronspringen 3 m  |        |        |        |        |        |        |        |        |        |        |        |        |        |        |
| Synchronspringen 10 m |        |        |        |        |        |        |        |        |        |        |        |        |        |        |

| VK | Vorkampf | HF | Halbfinale |  | (Halbfinale und) Finale |

## Ergebnisse Männer

### Kunstspringen 3 m
| Platz | Land | Sportler         | Punkte |
| ----- | ---- | ---------------- | ------ |
| 1     | CHN  | Cao Yuan         | 547,60 |
| 2     | GBR  | Jack Laugher     | 523,85 |
| 3     | GER  | Patrick Hausding | 498,90 |
| 4     | RUS  | Jewgeni Kusnezow | 481,35 |
| 5     | USA  | Kristian Ipsen   | 475,80 |
| 6     | UKR  | Illja Kwascha    | 475,10 |
| 7     | MEX  | Rommel Pacheco   | 451,20 |
| 8     | IRL  | Oliver Dingley   | 442,90 |

Datum: 15. und 16. August 2016

29 Teilnehmer aus 20 Ländern

### Turmspringen 10 m
| Platz | Land | Sportler         | Punkte |
| ----- | ---- | ---------------- | ------ |
| 1     | CHN  | Chen Aisen       | 585,30 |
| 2     | MEX  | Germán Sánchez   | 532,70 |
| 3     | USA  | David Boudia     | 525,25 |
| 4     | FRA  | Benjamin Auffret | 507,35 |
| 5     | GER  | Martin Wolfram   | 492,90 |
| 6     | CHN  | Qiu Bo           | 488,20 |
| 7     | PUR  | Rafael Quintero  | 485,35 |
| 8     | RUS  | Wiktor Minibajew | 481,60 |

Datum: 19. und 20. August 2016

28 Teilnehmer aus 18 Ländern

### Synchronspringen 3 m
| Platz | Land | Sportler                         | Punkte |
| ----- | ---- | -------------------------------- | ------ |
| 1     | GBR  | Jack Laugher Christopher Mears   | 454,32 |
| 2     | USA  | Sam Dorman Michael Hixon         | 450,21 |
| 3     | CHN  | Cao Yuan Qin Kai                 | 443,70 |
| 4     | GER  | Stephan Feck Patrick Hausding    | 410,10 |
| 5     | MEX  | Jahir Ocampo Rommel Pacheco      | 405,30 |
| 6     | ITA  | Andrea Chiarabini Giovanni Tocci | 395,19 |
| 7     | RUS  | Jewgeni Kusnezow Ilja Sacharow   | 385,17 |
| 8     | BRA  | Ian Matos Luiz Outerelo          | 332,61 |

Datum: 10. August 2016

16 Teilnehmer aus 8 Ländern

### Synchronspringen 10 m
| Platz | Land | Sportler                              | Punkte |
| ----- | ---- | ------------------------------------- | ------ |
| 1     | CHN  | Chen Aisen Lin Yue                    | 496,98 |
| 2     | USA  | David Boudia Steele Johnson           | 457,11 |
| 3     | GBR  | Tom Daley Daniel Goodfellow           | 444,45 |
| 4     | GER  | Patrick Hausding Sascha Klein         | 438,42 |
| 5     | MEX  | Iván García Germán Sánchez            | 423,30 |
| 6     | UKR  | Maksym Dolhow Oleksandr Horschkowosow | 421,98 |
| 7     | RUS  | Wiktor Minibajew Nikita Schleicher    | 417,57 |
| 8     | BRA  | Jackson Rondinelli Hugo Parisi        | 368,52 |

Datum: 8. August 2016

16 Teilnehmer aus 8 Ländern

## Ergebnisse Frauen

### Kunstspringen 3 m
| Platz | Land | Sportlerin      | Punkte |
| ----- | ---- | --------------- | ------ |
| 1     | CHN  | Shi Tingmao     | 406,05 |
| 2     | CHN  | He Zi           | 387,90 |
| 3     | ITA  | Tania Cagnotto  | 372,80 |
| 4     | CAN  | Jennifer Abel   | 367,25 |
| 5     | AUS  | Maddison Keeney | 349,65 |
| 6     | AUS  | Esther Qin      | 344,10 |
| 7     | CAN  | Pamela Ware     | 323,15 |
| 8     | GBR  | Grace Reid      | 318,60 |

Datum: 12. bis 14. August 2016

29 Teilnehmerinnen aus 18 Ländern

### Turmspringen 10 m
| Platz | Land | Sportlerin       | Punkte |
| ----- | ---- | ---------------- | ------ |
| 1     | CHN  | Ren Qian         | 439,25 |
| 2     | CHN  | Si Yajie         | 419,40 |
| 3     | CAN  | Meaghan Benfeito | 389,20 |
| 4     | MEX  | Paola Espinosa   | 377,10 |
| 5     | AUS  | Melissa Wu       | 368,30 |
| 6     | CAN  | Roseline Filion  | 367,95 |
| 7     | PRK  | Kim Un-hyang     | 357,90 |
| 8     | JPN  | Minami Itahashi  | 356,60 |

Datum: 17. und 18. August 2016

28 Teilnehmerinnen aus 19 Ländern

### Synchronspringen 3 m
| Platz | Land | Sportlerinnen                       | Punkte |
| ----- | ---- | ----------------------------------- | ------ |
| 1     | CHN  | Shi Tingmao Wu Minxia               | 345,60 |
| 2     | ITA  | Tania Cagnotto Francesca Dallapé    | 313,83 |
| 3     | AUS  | Maddison Keeney Anabelle Smith      | 299,19 |
| 4     | CAN  | Jennifer Abel Pamela Ware           | 298,32 |
| 5     | MAS  | Jun Hoong Cheong Nur Dhabitah Sabri | 293,40 |
| 6     | GBR  | Alicia Blagg Rebecca Gallantree     | 292,83 |
| 7     | GER  | Tina Punzel Nora Subschinski        | 284,25 |
| 8     | BRA  | Tammy Takagi Juliana Veloso         | 258,75 |

Datum: 7. August 2016

16 Teilnehmerinnen aus 8 Ländern

### Synchronspringen 10 m
| Platz | Land | Sportlerinnen                          | Punkte |
| ----- | ---- | -------------------------------------- | ------ |
| 1     | CHN  | Chen Ruolin Liu Huixia                 | 354,00 |
| 2     | MAS  | Jun Hoong Cheong Pandelela Rinong Pamg | 344,34 |
| 3     | CAN  | Meaghan Benfeito Roseline Filion       | 336,18 |
| 4     | PRK  | Kim Kuk-hyang Kim Mi-rae               | 322,44 |
| 5     | GBR  | Tonia Couch Lois Toulson               | 319,44 |
| 6     | MEX  | Paola Espinosa Alejandra Orozco        | 304,08 |
| 7     | USA  | Amy Cozad Jessica Parratto             | 301,02 |
| 8     | BRA  | Ingrid de Oliveira Giovanna Pedroso    | 280,98 |

Datum: 9. August 2016

16 Teilnehmerinnen aus 8 Ländern

## Qualifikation

### Qualifikationskriterien
Jede Nation durfte höchstens zwei Athleten in den Einzelwettbewerben und ein Paar in den Synchronwettbewerben aufbieten, das heißt insgesamt 16 Athleten. Insgesamt sind bis zu 34 Einzelstarter bzw. acht Synchronpaare pro Wettbewerb zugelassen gewesen.
Die folgenden Qualifikationskriterien galten sowohl für Frauen als auch für Männer: Quotenplätze für das jeweilige NOK errangen in jeder der vier Einzeldisziplinen die zwölf Finalteilnehmer der Schwimmweltmeisterschaften 2015 in Kasan, die fünf Sieger der kontinentalen Meisterschaften 2015 sowie bis zu 18 Halbfinalisten des Weltcups vom 19. bis 24. Februar 2016 in Rio. Eventuell noch freie Quotenplätze, deren Anzahl davon abhing, inwieweit sich die durch die Weltmeisterschaften, die kontinentalen Meisterschaften und den Weltcup qualifizierten Athleten überschnitten, wurden an die Athleten vergeben, die sich beim Weltcup ab Rang 19 platzierten.

### Qualifizierte Nationen
| - Ägypten - Australien - Brasilien - China - Deutschland - Frankreich - Großbritannien - Irland - Italien - Jamaika | - Japan - Kanada - Kolumbien - Kroatien - Malaysia - Mexiko - Niederlande - Neuseeland - Nordkorea - Österreich | - Puerto Rico - Russland - Südafrika - Südkorea - Ukraine - Ungarn - Venezuela - Vereinigte Staaten - Weißrussland |